# Most-Minerva
Most-Minerva – przystanek kolejowy w miejscowości Most, w kraju usteckim, w Czechach. Znajduje się na wysokości 245 m n.p.m. Położony jest przy kombinacie paliwowo-energetycznym.
Jest zarządzany przez Správę železnic. Na przystanku nie ma możliwości zakupu biletów, a obsługa podróżnych odbywa się w pociągu.

## Linie kolejowe
- 135 Most - Moldava v Krušných horách